# Літературознавчий словник-довідник
«Літературозна́вчий словни́к-довідни́к» — довідкове видання за редакцією Романа Гром'яка, Юрія Коваліва та Василя Теремка. Побачило світ у Києві у видавничому центрі «Академія» у довідковій серії «Nota bene». Здійснено два видання довідника: 1997 року — перше, 2006 року — друге (виправлене та доповнене). Обсяг обох видань — 752 сторінки.
Як зазначено в анотації, у словнику-довіднику розкрито зміст основних філософсько-естетичних категорій, літературознавчих, лінгвістичних, психологічних понять, які характеризують специфіку художньої літератури, її функціонування в суспільстві. Подано інформацію про українські альманахи і літературно-мистецькі часописи, об'єднання письменників і стильові течії в світовому письменстві.
Словник-довідник розраховано на літературознавців, критиків, викладачів і студентів-філологів, учителів-словесників, усіх, хто цікавиться мистецтвом слова.
Переважна більшість статей словника належить Роману Гром'яку (загальнотеоретичні статті, що стосуються філософії, естетики, методології літературознавства), Юрію Коваліву (поетика, зображально-виражальні засоби, версифікація, стильові тенденції), Федору Погребеннику та Павлу Федченку (періодичні видання), Миколі Кодаку (книгознавство), Михайлові Чорнопискому (фольклор). Іншим авторам належить від однієї до п'яти-восьми статей.